# Renard R-30
Le Renard R-30 est un avion léger trimoteur resté à l'état de prototype construit par l'avionneur belge Renard Constructions Aéronautiques.

## Conception et développement
Appareil trimoteur, le Renard R-30 a été conçu spécifiquement en vue d'assurer des services postaux et du transport de passagers au Congo belge ainsi que des relevés topographiques au Katanga. Pour mener à bien ces  missions, les éléments de la cellule, facilement démontables, avait été fabriqués selon le gabarit du chemin de fer du Bas-Congo pour en faciliter le transport.
La configuration trimoteur de l'appareil est dicté par la nécessité de disposer d'une réserve de puissance suffisante en vue d'évoluer au-dessus d'un relief situé à 1 200 m d'altitude, peu propice aux atterrissages de fortune.

## Description
Le trimoteur Renard R-30 se présente sous la forme d'un monoplan à aile haute à la structure entièrement métallique (tubes de dural) entoilée. Le poste de pilotage à conduite intérieure comporte deux sièges en configuration côte-à-côte avec double commande. Des instruments permettent le vol de nuit ou le pilotage sans visibilité tandis qu'un emplacement est réservé pour un poste de radio et batterie. La cabine des passagers, équipée de 4 fauteuils, est située derrière le poste de pilotage. Des parois latérales garnies de vitres coulissantes ainsi que diverses commodités telles que le chauffage, la ventilation ou des toilettes complètent l'équipement de cette cabine.
L'appareil est doté d'une aile haute composée de deux demi-ailes de 6,80 m venant chacune se fixer au sommet du fuselage, demi-ailes de structure en métal léger recouvertes de toile. Deux paires de mâts profilés, partant des longerons de l'aile, se fixent au bas de la carlingue afin d'assurer la rigidité de cette voilure. Le profil semi-épais du type « Clark Y » s'amincit vers les deux tiers de l'envergure jusqu'aux extrémités d'aile de forme elliptique.
Des commandes rigides actionnent des ailerons étroits et non compensés occupant la quasi-totalité de la longueur du bord de fuite. Le plan fixe de l'empennage horizontal, qui était réglable en vol, était renforcé par deux petits mâts. Le gouvernail de direction était doté d'un système de compensation destiné à limiter les efforts de pilotage lors du vol dissymétrique avec l'un des moteurs extérieurs arrêtés.
Le train d'atterrissage est du type à roues indépendantes, chaque demi-train se composant d'un « V » s'articulant au bas de la carlingue sur les mêmes ferrures que le haubanage de la voilure. La béquille qui est munie d'un amortisseur oléo-élastique comporte une roulette orientable.
L'appareil est propulsé par trois moteurs de 5 cylindres en étoile à refroidissement par air Renard développant 120 ch à 1 750 tr/min ou 140 ch à 1 900 tr/min. Deux réservoirs d'essence, largables en vol, sont logés dans la voilure, près du fuselage. Toutes les canalisations sont souples. La quantité normale de carburant emporté est de 800 litres, quantité ramenée à 400 litres en cas d'emport de charge importante.
Côté performances, le R-30 pouvait transporter une charge de 780 kg sur une distance de 700 km ou une charge de 500 kg sur 1 400 km. Lors des mesures de performances réalisées en octobre 1931, l'appareil emporta une charge de 350 kg à 2 000 m d'altitude. À 1 500 m, il avait encore une vitesse ascensionnelle de 2,50 m/s. Une vitesse maximale de 190 km/h a été enregistrée au régime moteur de 1 800 tr/min.

## Histoire
Lors du concours organisé par le gouvernement belge en 1929, la firme Renard Constructions Aéronautiques se place en tête grâce à son trimoteur R-30. Les performances mesurées par le Service technique de l'aéronautique (S.T.A.) belge, ont été réalisées en utilisant les moteurs à leur puissance nominale.
Les essais de montée ont été conduits les 9 et 10 octobre 1931 grâce aux instruments du S.T.A. Même si ce dernier estima que l'appareil avait répondu aux exigences imposées, aucun ne fut produit en série. Le seul appareil construit a reçu l'immatriculation OO-AMK le 31 décembre 1931. Cette même immatriculation a été radiée le 26 mars 1946 lors d'une remise à jour des registres de l'administration belge après la Seconde Guerre mondiale.